# 杜安·克吕
杜安·M·克吕（英語：Duane M. Klueh，1926年1月6日—2024年6月3日），美国NBA联盟职业篮球运动员。